# Minerfin
MINERFIN, a.s. je slovenská společnost obchodující s železnou rudou, hutními výrobky a šrotem. Vlastní mj. 48,75 % podíl v akciové společnosti Moravia Steel, která za rok 2021 vykázala konsolidované tržby 58 miliard korun a stala se jednou z největších českých společností podle tržeb.
Akciová společnost Minerfin byla založena v roce 1995, v představenstvu zasedli Tomáš Chrenek (předseda), Ľubomír Blaško a Ján Moder, v dozorčí radě Mária Blašková (předsedkyně), Iveta Chreneková a Katarína Moderová. 90% akcií společnosti vlastní fyzické osoby, kterými jsou Tomáš Chrenek, Evžen Balko, Ján Moder a Mária Blašková. V roce 2014 společnost svým akcionářům vyplatila dividendy ve výši 35 mil. EUR (1 mld. Kč), v roce 2015 pak 100 mil. EUR (2,7 mld. Kč).

## Majetkové podíly
| společnost                                    | země     | podíl   | účetní hodnota podílu | poznámka                                                      |
| --------------------------------------------- | -------- | ------- | --------------------- | ------------------------------------------------------------- |
| Záporožský železnorudný kombinát, Dniprorudne | Ukrajina | 51,17 % | 61                    |                                                               |
| MINERFIN-TRANS                                | Ukrajina | 84,84 % | 26                    |                                                               |
| Moravia Steel a.s.                            | Česko    | 48,57 % | 14                    | vlastník Třineckých železáren a Studia Barrandov              |
| Barrandov Lands, a.s.                         | Česko    | 100 %   | 11                    | vlastník pozemků v Praze, mezi nájemce patří Barrandov Studio |